# Кота (житло)
Кота (назва західних саамів, у східних саамів вежа) — традиційне саамське житло на подобі намету, як постійне, так і переносне́.

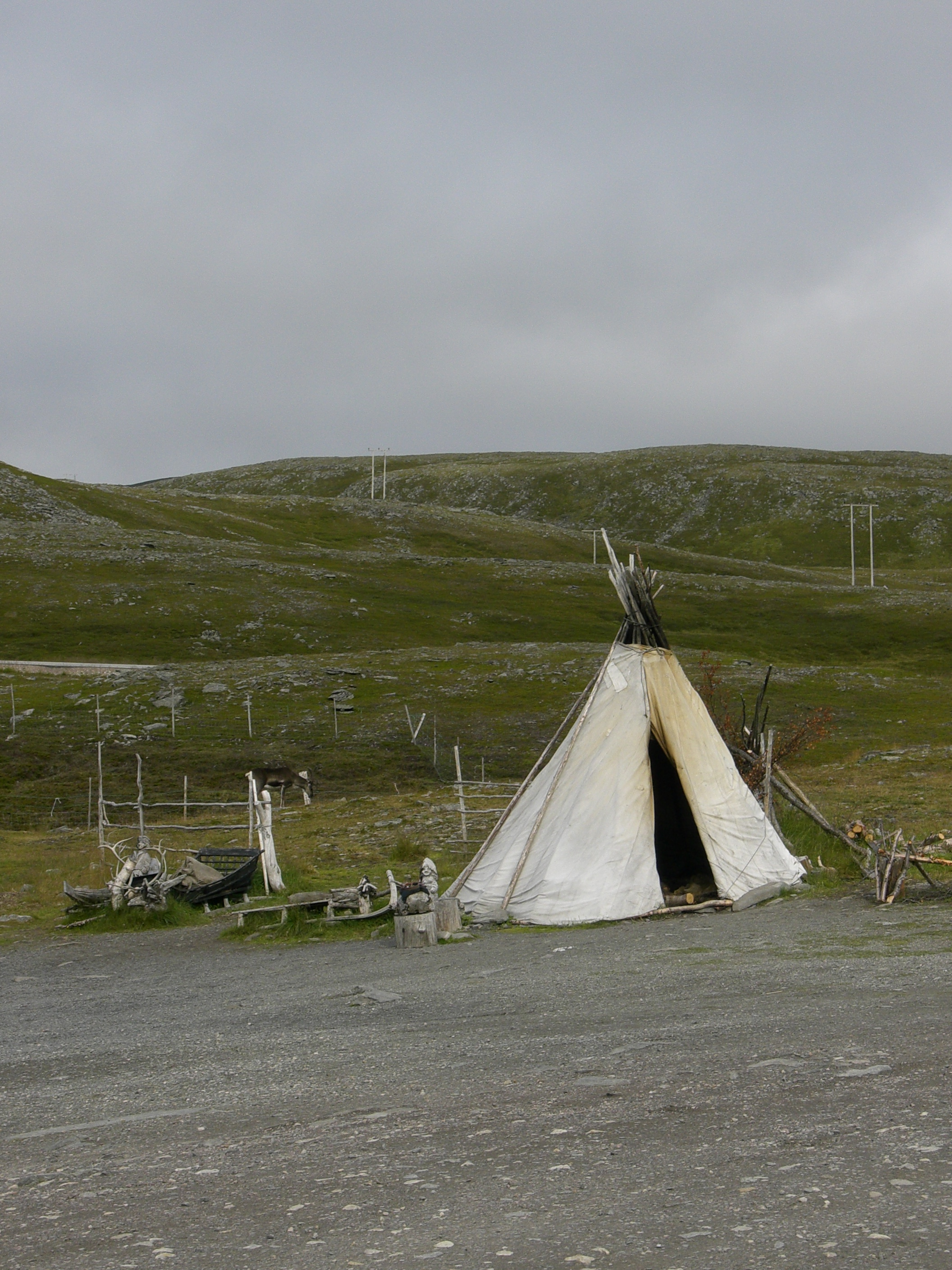
Переносна кота саамів, Норвегія, 2006.

Існує доволі значна кількість найменувань саамського житлового намету, що пов'язано як різноманіттям джерел, тобто саамських мов, з яких ці назви взяті, так і, це головне, функціональними відмінностями саамського житла-намету. Розрізняють два види саамського намету — переносний і постійний. На позначення обох типів цього житла у західних саамів прийнятним було використання слова кота, у східних — зрідка вежа (перевага у називанні переносного намету була за словом ко́вас). 
Під час кочівлі, а також ведення промислів у літню пору року (мисливство, рибальство) за традиційне переносне житло саамам правив конусоподібний намет з жердин, влітку критий рядном, за холодів і під час зимової кочівлі (за давнини і то дуже рідко) - оленячими шкурами. Цей намет носив назви: 
- у східних саамів — кувакса, ко́вас, зрідка також вежа.
- у західних саамів — ла́вву (lávvu, також фін. umpilaavu, норв. lavvo) і кота (також швед. kåta).

Саамський намет як постійне житло мав назви кота (у західних саамів) або вежа (назва східних саамів, імовірно зі слов'янських мов - [Архівовано 14 жовтня 2008 у Wayback Machine.] див. Етимологічний словник Фасмера; також поморське і рос. вежа). 
Така кота (вежа) являла собою чотирьох- або шестигранчасту пірамідальну будівлю з колод заввишки 2,5 м й площею 3х3 м, криту дереном або берестою з комином, точніше отвором для виходу диму з приміщення (реппень), нагорі. Іноді над спальними місяцями також робили невеликі отвори для вентиляції повітря. Долівка вежі вистилалася гілляччям, а згори — оленячими шкурами (за холодної погоди), посередині з каміння ладналося вогнище. Вхід зазвичай було обернуто на південь. Кота могла мати ще один вихід липс — це був отвір у стінці коти, який призначався лише для господаря дому. Через нього він зазвичай заходив, вертаючись з ловів зі здобиччю. В одному з закутків вежі двома колодами загорожувався невеликий простір полт, який служив для зберігання посуду, хлібу ріські, вареного м'яса тощо. 
Місце під вежу (коту) обиралося, як правило, на узгірку, обов'язково у сухому місці, і називалося кентіще. 
У теперішній час у Скандинавії саами будують коти як господарське приміщення, переважно під літню кухню. Також традиційні житла саамів є туристичною принадою регіону.